# Helen Gurley Brown
Helen Gurley Brown (Green Forest, 18 de fevereiro de 1922 — Nova Iorque, 13 de agosto de 2012) foi uma autora e empresária norte-americana.
Foi chefe de reportagem da revista feminina Cosmopolitan durante 32 anos.

## Prémios
- 1985: Matrix Award from New York Women in Communications[3]
- 1995: Henry Johnson Fisher Award from the Magazine Publishers of America[3]
- 1996: American Society of Magazine Editors' Hall of Fame Award[3]
- 1998: Editora do Ano pela revista Advertising Age[4]